# 菲爾登 (密蘇里州)
菲爾登（英語：Fielden）是位於美國密蘇里州道格拉斯縣的非建制地區。

## 歷史
菲爾登的郵局於1894年設立，其後於1909年停運。

## 地理
菲爾登所處的海拔為高於海平面237米（即778英呎），而該地所採用的時區為UTC-6，即北美中部時區（CST）。同時該地設有夏令時間，為UTC-6調快一小時，即UTC-5（CDT）。